# Jarosław Poliszuk
Jarosław Daniel Poliszuk vel Jerzy Rymwicz pseud.: Arab, Arba (ur. 16 maja 1920 we Lwowie, zm. 8 lipca 2002 w Ełku) – żołnierz Armii Andersa, oficer Polskich Sił Zbrojnych i Armii Krajowej, porucznik łączności rezerwy, cichociemny.

## Życiorys
Jarosław Poliszuk był synem Daniela i Michaliny z domu Duczak. Zdał maturę w 1939 roku w Państwowym Liceum Administracyjnym. We wrześniu 1939 roku nie został zmobilizowany (otrzymał powołanie do Łucka, jednak nie zdążył tam dotrzeć ze względu na zajęcie wschodniej Polski przez Armię Czerwoną). 10 maja 1941 roku został wcielony do Armii Czerwonej. Po kilku miesiącach został aresztowany i zesłany do łagru koło Swierdłowska, do przymusowej pracy w tzw. strojbacie – do 736 Samodzielnego Batalionu Budowlanego (Osobyj Stroitielny Batalion).
Po podpisaniu układu Sikorski-Majski, w marcu 1942 roku wstąpił do Armii Andersa, przydzielono go do 2 kompanii 24 pułku piechoty 8 Dywizji Piechoty. Jednocześnie uczył się w szkole podchorążych.

## Cichociemny
Zgłosił się do służby w kraju. We wrześniu 1942 roku został przerzucony do Wielkiej Brytanii i 5 października 1942 roku przydzielony do Sekcji Dyspozycyjnej Naczelnego Wodza. Po przeszkoleniu ze specjalnością w łączności został zaprzysiężony 10 lipca 1943 roku w Audley End, przydzielony do Oddziału VI (Specjalnego) Sztabu Naczelnego Wodza.
Zrzucony do okupowanej Polski w nocy z 14 na 15 września 1943 roku w operacji lotniczej „Neon 6” dowodzonej przez kpt. naw. Wincentego Wasilewskiego. Zrzut z samolotu Halifax BB-309 „T” (138 Dywizjon RAF) na placówkę odbiorczą „Koc 1” w rejonie miejscowości Nieporęt, 9 km na północny zachód od Radzymina. Tazem z nim skoczyli: ppor. Zdzisław Peszke ps. Kaszmir oraz ppor. Ryszard Zyga ps. Lelum.
Podczas aklimatyzacji do realiów okupacyjnych w Warszawie, został aresztowany wraz z ppor. Ryszardem Zygą ps. Lelum., przez Gestapo w Warszawie 15 października 1943 roku, wskutek donosu konfidenta Stanisława Kuleszy, zakrystianina z kościoła św. Floriana w Warszawie (zlikwidowany 8 stycznia 1944 r., po wyroku podziemnego Specjalnego Sądu Cywilnego).
Podczas śledztwa osadzony w warszawskiej siedzibie Gestapo w Alei Szucha, przesłuchiwany także przez Abwehrę. Od 5 lipca 1944 roku do 29 kwietnia 1945 roku przebywał w niemieckich obozach koncentracyjnych: Groß-Rosen, Hersbruck i Dachau.

## Po wojnie
Po wyzwoleniu z obozu zamieszkał w Szkocji. W 1964 roku wyjechał do Kanady, skąd wrócił w 1995 roku do Polski i osiedlił się w Ełku. Został pochowany na ełckim Cmentarzu Komunalnym nr 2.

## Awanse
- starszy strzelec – 21 lutego 1943 roku
- podchorąży – 17 kwietnia 1943 roku
- podporucznik – ze starszeństwem z dniem 14 września 1943 roku
- porucznik – ze starszeństwem z dniem 1 stycznia 1945 roku.

## Odznaczenia
- Krzyż Walecznych – czterokrotnie
- Medal za Odwagę w Sprawie Wolności (Wielka Brytania).